# Sabinares del Arlanza - ZEPA
Sabinares del Arlanza - ZEPA este o arie protejată (arie de protecție specială avifaunistică — SPA) din Spania întinsă pe o suprafață de 37.438,44 ha, integral pe uscat.

## Localizare
Centrul sitului Sabinares del Arlanza - ZEPA este situat la coordonatele 41°59′03″N 3°26′43″W / 41.9841°N 3.4452°V.

## Înființare
Situl Sabinares del Arlanza - ZEPA a fost declarat arie de protecție specială avifaunistică în octombrie 2000 pentru a proteja 115 specii de animale.

## Biodiversitate
Situată în ecoregiunea mediteraneană, aria protejată nu include niciun habitat protejat.
La baza desemnării sitului se află mai multe specii protejate de  păsări (115): uliu porumbar (Accipiter gentilis), uliu păsărar (Accipiter nisus), lăcar mare (Acrocephalus arundinaceus), lăcar-de-lac (Acrocephalus scirpaceus), fluierar de munte (Actitis hypoleucos), ciocârlie-de-câmp (Alauda arvensis), pescăruș albastru (Alcedo atthis), rață mare (Anas platyrhynchos), fâsă-de-câmp (Anthus campestris), fâsă de luncă (Anthus pratensis), fâsă de pădure (Anthus trivialis), lăstunul mare (Apus apus), acvilă de munte (Aquila chrysaetos), ciuf de câmp (Asio flammeus), ciuf-de-pădure (Asio otus), buha (Bubo bubo), pasărea ogorului (Burhinus oedicnemus), șorecarul comun (Buteo buteo), ciocârlie-cu-degete-scurte (Calandrella brachydactyla), caprimulg (Caprimulgus europaeus), cânepar (Carduelis cannabina), sticlete (Carduelis carduelis), Carduelis citrinella, scatiu (Carduelis spinus),  prundaș gulerat mic (Charadrius dubius), florinte (Chloris chloris), barză albă (Ciconia ciconia), mierla de apă (Cinclus cinclus), șerpar (Circaetus gallicus), erete vânăt (Circus cyaneus), erete cenușiu (Circus pygargus), Clamator glandarius, botgros (Coccothraustes coccothraustes), porumbel de scorbură (Columba oenas), porumbel gulerat (Columba palumbus), prepeliță (Coturnix coturnix), cuc (Cuculus canorus), lăstun de casă (Delichon urbica), presură galbenă (Emberiza citrinella), presură de grădină (Emberiza hortulana), măcăleandru (Erithacus rubecula), șoim călător (Falco peregrinus), șoimul rândunelelor (Falco subbuteo), vânturel roșu (Falco tinnunculus), muscar negru (Ficedula hypoleuca), cinteză (Fringilla coelebs), Fringilla montifringilla, Galerida theklae, găinușă de baltă (Gallinula chloropus), vulturul pleșuv sur (Gyps fulvus), Hieraaetus fasciatus, acvilă pitică (Hieraaetus pennatus), Hippolais polyglotta, rândunică roșcată (Hirundo daurica), rândunică (Hirundo rustica), capîntortură (Jynx torquilla), sfrâncioc roșiatic (Lanius collurio), sfrâncioc cu cap roșu (Lanius senator), forfecuță gălbuie (Loxia curvirostra), ciocârlie de pădure (Lullula arborea), privighetoare (Luscinia megarhynchos), ciocârlie de bărăgan (Melanocorypha calandra), prigoare (Merops apiaster), gaia neagră (Milvus migrans), gaia roșie (Milvus milvus), mierlă de piatră (Monticola saxatilis), mierlă albastră (Monticola solitarius), codobatură galbenă (Motacilla alba), codobatură de munte (Motacilla cinerea), codobatura galbenă (Motacilla flava), muscar sur (Muscicapa striata), vultur egiptean (Neophron percnopterus), pietrar mediteranean (Oenanthe hispanica), pietrar sur (Oenanthe oenanthe), grangur (Oriolus oriolus), ciuf-pitic (Otus scops), Parus caeruleus, pițigoi mare (Parus major), codroș de munte (Phoenicurus ochruros), codroșul de pădure (Phoenicurus phoenicurus), pitulice de munte (Phylloscopus bonelli), pitulice de munte (Phylloscopus collybita), pitulice-fluierătoare (Phylloscopus trochilus), Prunella collaris, brumăriță de pădure (Prunella modularis), Ptyonoprogne rupestris, Pyrrhocorax pyrrhocorax, mugurarul (Pyrrhula pyrrhula), cristei de baltă (Rallus aquaticus), aușel sprâncenat (Regulus ignicapilla), aușel cu cap galben (Regulus regulus), lăstun de mal (Riparia riparia), mărăcinar (Saxicola rubetra), mărăcinar negru (Saxicola torquatus), sitar de pădure (Scolopax rusticola), cănăraș (Serinus serinus), turturică (Streptopelia turtur), silvie cu cap negru (Sylvia atricapilla), silvie de zăvoi (Sylvia borin), silvie roșcată (Sylvia cantillans), silvie de câmp (Sylvia communis), Sylvia conspicillata, Sylvia hortensis, silvie de tufiș (Sylvia undata), corcodel mic (Tachybaptus ruficollis), Tachymarptis melba, fluturașul de stâncă (Tichodroma muraria), sturzul viilor (Turdus iliacus), mierlă (Turdus merula), sturz-cântător (Turdus philomelos), sturz (Turdus pilaris), mierlă gulerată (Turdus torquatus), sturzul de vâsc (Turdus viscivorus), strigă (Tyto alba), pupăză (Upupa epops).